# Diecezja Autlán
Diecezja Autlán (łac. Dioecesis Rivoriensis) – diecezja Kościoła rzymskokatolickiego w Meksyku, z siedzibą w Autlán de Navarro.

## Historia
28 stycznia 1961 roku papież Jan XXIII bullą Cristifidelium erygował diecezję Autlán. Dotychczas wierni z tych terenów należeli do archidiecezji Guadalajara i diecezji Colima.

## Główne świątynie
- Katedra: Katedra Trójcy Przenajświętszej w Autlán de Navarro

## Biskupi diecezjalni
- Miguel González Ibarra (1961 - 1967)
- Everardo López Alcocer (1967 - 1968)
- José Maclovio Vásquez Silos (1969 - 1990)
- Lázaro Pérez Jiménez (1991 - 2003)
- Gonzalo Galván Castillo (2004 - 2015)
- Rafael Sandoval Sandoval MNM (2015-2024)
- Eduardo Muñoz Ochoa (od 2024)